# Bioinformatics
Bioinformatics es una revista científica de acceso abierto, revisada por pares y de periodicidad quincenal, que cubre la investigación y el software en bioinformática y biología computacional. Es la revista oficial de la Sociedad Internacional de Biología Computacional (ISCB), junto con PLOS Computational Biology.
La revista se fundó con el nombre de Computer Applications in the Biosciences (CABIOS) en 1985. El editor jefe fundador fue Robert J. Beynon. En 1998, la revista obtuvo su nombre actual y estableció una versión en línea de la revista. Es publicada por Oxford University Press y, desde 2014, los editores jefes son Alfonso Valencia y Janet Kelso. Los editores anteriores incluyen a Chris Sander, Gary Stormo, Christos Ouzounis, Martin Bishop y Alex Bateman. En 2014, estos cinco editores fueron nombrados los primeros Editores Honorarios de Bioinformatics. Según el Journal Citation Reports, la revista tiene un factor de impacto en 2019 de 5,610. En 2025, su factor de impacto fue de 5.4.
De 1998 a 2004, Bioinformatics fue la revista oficial de la ISCB. En 2004, como muchos miembros de ISCB tenían suscripciones institucionales a Bioinformatics, ISCB decidió no renovar su contrato con la revista.  A 2005, PLOS Computational Biology se convirtió en la revista oficial de ISCB. En enero de 2009, Bioinformatics volvió a ser una revista oficial de la ISCB, junto con PLOS Computational Biology.
Las actas de la conferencia Sistemas Inteligentes para Biología Molecular y de la Conferencia Europea sobre Biología Computacional se han publicado en números especiales de Bioinformatics desde 2001 y 2002, respectivamente. 
Debido a problemas presupuestarios, las universidades griegas cancelaron sus suscripciones a Bioinformatics en 2013.